# HD 24479
HD 24479 (H Camelopardalis) é uma estrela na direção da Camelopardalis. Possui uma ascensão reta de 03h 57m 25.44s e uma declinação de +63° 04′ 20.1″. Sua magnitude aparente é igual a 4.95. Considerando sua distância de 338 anos-luz em relação à Terra, sua magnitude absoluta é igual a −0.13. Pertence à classe espectral B9.5V.